# نانا آما ماكبراون
نانا آما ماكبراون (بالإنجليزية: Nana Ama McBrown)‏ (مواليد 15 أغسطس 1977) هي مُمثلة غانية.

## أعمالها
- عصابة سايدشيك (بالإنجليزية: Side Chick Gang)‏
- (بالإنجليزية: Girl Connection)‏
- بلايبوي (بالإنجليزية: Playboy)‏
- أُمي (بالإنجليزية: My Own Mother)‏
- ليلة الجمعة (بالإنجليزية: Friday Night)‏
- دي أسيمبا (بالإنجليزية: Di Asempa)‏
- أسابيا (الفتاة العمياء) (بالإنجليزية: Asabea (The Blind Girl))‏
- قلب شرير (بالإنجليزية: Evil Heart)‏
- زوجة القس (بالإنجليزية: The Pastor's Wife)‏
- نادي باستورز (بالإنجليزية: Pastors Club)‏
- أونيامي تومي (بالإنجليزية: Onyame Tumi)‏
- أعرف حقوقي (بالإنجليزية: I Know My Rights)‏
- النهاية (بالإنجليزية: The End)‏
- أونيامي يا أونيامي (بالإنجليزية: Onyame ye Onyame)‏
- جون وجون (بالإنجليزية: John and John)‏ (2017)
- أوبيديا أبا (بالإنجليزية: Obidea Aba)‏
- (بالإنجليزية: My Soldier Father)‏
- الحاج غروسا (بالإنجليزية: Alhaji Grusa)‏
- سائق أغيا كو تروترو (بالإنجليزية: Agya Koo trotro Driver)‏
- نانا تُسافر لمكة (بالإنجليزية: Nana Goes To Mecca)‏
- ألعاب القلب (بالإنجليزية: Games of the Heart)‏

## روابط خارجية
نانا آما ماكبراون على موقع IMDb (الإنجليزية)
- نانا آما ماكبراون على موقع قاعدة بيانات الفيلم (الإنجليزية)